# Amphimallon litigiosus
Amphimallon litigiosus är en skalbaggsart som beskrevs av Leon Fairmaire 1860. Amphimallon litigiosus ingår i släktet Amphimallon och familjen Melolonthidae. Inga underarter finns listade i Catalogue of Life.